# Georg Schönberger (matemático)
Georg Schönberger (también Schonberger o Schomberger, latinizado como Georgius Schönbergerus; Innsbruck, 1596-Gradisch en Olomouc, 1 de agosto de 1645) fue un jesuita alemán, astrónomo  y matemático.

## Semblanza
Schönberger estudió en la Universidad de Ingolstadt con Christoph Scheiner. Ingresó en 1615 en la Orden de los Jesuitas y se convirtió en profesor de literatura, filosofía, hebreo, teología y matemáticas en Friburgo de Brisgovia.
Posteriormente se trasladó a Bohemia, siendo primero vicerrector del Colegio Jesuita de Praga y a continuación rector del colegio de Olomouc, donde murió en 1645.
En sus escritos se ocupó de la construcción de relojes de sol y de cuestiones relacionadas con la óptica.

## Escritos
- Exegeses fundamentorvm gnomonicorum (mit Christoph Scheiner, Ingolstadt 1615)
- Demonstratio et constructio horologiorum novorum (Freiburg 1622)
- Sol illustratus (Freiburg 1626)
- Centuria Problematum Opticorum (Freiburg 1626)

## Eponimia
- El cráter lunar Schomberger lleva este nombre en su memoria.[1]